# Sternostoma marchae
Sternostoma marchae (лат.) — вид паразитиформных клещей из семейства Rhinonyssidae. Известны по 10 взрослым самкам, обнаруженным в носовой полости содержавшейся в неволе особи канарского канареечного вьюрка (Serinus canaria).

## Строение

### Размерные характеристики
Самки (голотип и паратипы): LB — 343 (330—351); WID — 194 (187—198); LPS — 169 (155—170); WPS — 139 (132—147); LOS — 101 (98—104); WOS — 36 (33—40); LSS — 46 (45—48); WSS — 48 (47—49); LGS — 65 (62—67); WGS — 48 (45—50); LG — 69 (64—72); WG — 65 (63—67); LCH — 95 (89—98); WCH — 26 (23—28); Lleg I — 225 (210—239); Lleg II — 153 (137—161); LlegIII — 172 (162—190); Lleg IV — 190 (181—210).

### Дорсальная поверхность
Подосомальный щит слабо склеротизированный, его передний конец сужен, латеральные стороны округлые и выпуклые, задний край прямой. На поверхности подосомального щита 6 пар коротких щетинок (j3, 5,6, z2-4). Стигмы (Stg) расположены на уровне кокс III, постеро-латерально по отношению к задней части щита. Опистосомальный щит удлиненный и узкий, приблизительно прямоугольной формы, с парой мелких щетинок на его задней границе (J1-2). На дорсальной стороне идиосомы, латеральнее опистосомального щита расположены 2 пары щетинок (Z2-3).

### Вентральная поверхность
Стернальный щит квадратный, с поперечной волнообразной исчерченностью, по периферии сильно склеротизован. Две пары стерналных щетинок расположены латерально щита (St1-3), одна пара ближе к его передней границе. Генитальный щит широкий, слегка склеротизован, без генитальных щетинок. Вентральная сторона опистосомы с 2 парами крупных щетинок и с 1 парой маленьких щетинок (Zv1, Jv1-2). Анальный щит расположен в каудальной части идиосомой.

### Гнатосома
Присутствуют 6 дейтостернальных зубчиков (Dd). Отсутствуют гипостомальные и субкапитуларьные щетинки.

### Хетотаксия ног
Кокса: 2-2-1-0, вертлуг: 3-3-4-4, бедро: 9-5-5-2, колено: 8-4-4-2, голень: 7-4-4-4, лапка: 16-7-9-11.